# 福原淳嗣
福原 淳嗣（ふくはら じゅんじ、1967年（昭和42年）12月18日- ）は、日本の政治家。自由民主党所属の衆議院議員（1期）。秋田県大館市長（3期）、大館市議会議員（2期）を務めた。

## 来歴
秋田県大館市出身。1986年（昭和61年）3月、秋田県立大館鳳鳴高等学校卒業。1995年（平成7年）3月、慶應義塾大学法学部卒業。同年4月に行われた大館市議会議員選挙に出馬し初当選。1999年（平成11年）、再選。2003年（平成15年）5月、野呂田芳成衆議院議員の公設第一秘書になる。2008年（平成20年）9月、野呂田の政策担当秘書になる。2009年（平成21年）8月、金田勝年衆議院議員の政策担当秘書になる。
2011年（平成23年）4月24日に行われた大館市長選挙に出馬。自由民主党の推薦を得た現職の小畑元、元衆議院議員の近江屋信広の2氏と争うも落選（小畑：19,665票、福原：17,032票、近江屋：11,892票）。
2015年（平成27年）4月26日に行われた市長選に再出馬。金田の支援を取り付けた現職の小畑元を破り、初当選を果たした（福原：27,663票、小畑：18,008票）。5月1日、市長に就任。
2019年（平成31年）、元女性誌編集長の麓幸子を破り再選。
2023年（令和5年）、再び立候補した麓を破って三選。
同年10月7日、自由民主党秋田県連が常任総務会を開き、不出馬を表明した金田の後任として次期衆院選秋田2区に福原を擁立する方針を決めた。17日、自由民主党が福原を秋田2区の選挙区支部長に選任。2024年（令和6年）7月12日、8月31日付で退職すると市議会議長に届け出た。
同年10月27日、第50回衆議院議員総選挙に秋田2区より出馬。立憲民主党現職の緑川貴士に敗れるも重複立候補していた比例東北ブロックで復活当選した。

## 市政

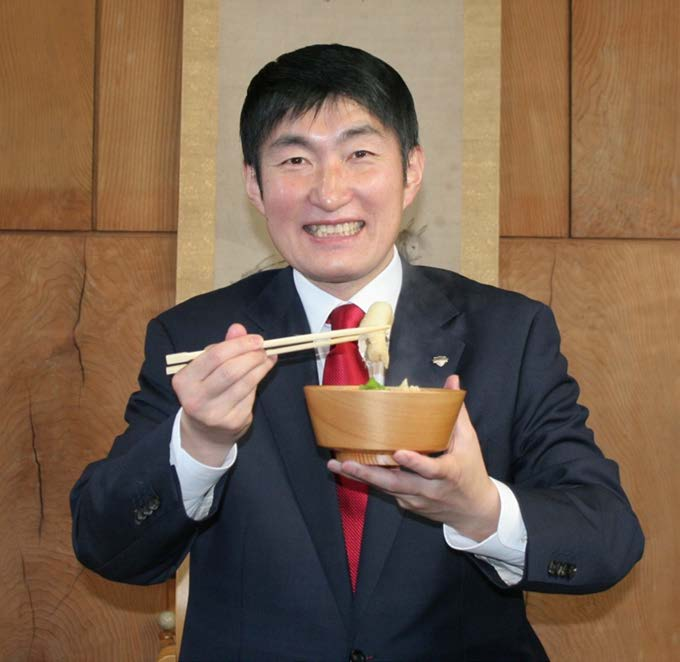
秋田県大館市「ふるさと名物応援宣言」資料内にて公開された肖像

- 2020年（令和2年）5月15日、新型コロナウイルス対策の財源に充てるため、自身と副市長と教育長の6月期末手当を全額カットすると発表した[15]。

## 選挙歴
| 当落 | 選挙                         | 執行日         | 年齢 | 選挙区      | 政党       | 得票数    | 得票率 | 定数 | 得票順位 /候補者数 | 政党内比例順位 /政党当選者数 |
| ---- | ---------------------------- | -------------- | ---- | ----------- | ---------- | --------- | ------ | ---- | ------------------ | ---------------------------- |
| 当   | 1995年大館市議会議員議員選挙 | 1995年4月23日  | 27   |             | 無所属     | 1198票    |        | 28   | 21/31              | /                            |
| 当   | 1999年大館市議会議員議員選挙 | 1999年4月25日  | 31   |             | 無所属     | 1273票    |        | 28   | 17/31              | /                            |
| 落   | 2011年大館市長選挙           | 2011年4月24日  | 43   |             | 無所属     | 1万7032票 |        | 1    | 2/3                | /                            |
| 当   | 2015年大館市長選挙           | 2015年4月26日  | 47   |             | 無所属     | 2万7663票 |        | 1    | 1/2                | /                            |
| 当   | 2019年大館市長選挙           | 2019年4月21日  | 51   |             | 無所属     | 2万4594票 |        | 1    | 1/2                | /                            |
| 当   | 2023年大館市長選挙           | 2023年4月26日  | 55   |             | 無所属     | 2万1132票 |        | 1    | 1/2                | /                            |
| 比当 | 第50回衆議院議員総選挙       | 2024年10月27日 | 56   | 秋田県第2区 | 自由民主党 | 6万5200票 | 46.37% | 1    | 2/3                | 3/5                          |

## 不祥事
- 2024年10月の第50回衆議院議員総選挙で車上運動員に法定額を超える報酬を支払ったとして、公職選挙法違反（買収）の疑いで福原陣営の運動員が書類送検された。福原は取材に対し「誠に遺憾で許されないこと。関係者には猛省を促し、再発防止を徹底する」とのコメントを出した[16]。2025年4月11日、秋田区検は公職選挙法違反（買収、被買収）の罪で、福原陣営の元事務局長ら3人を3月26日付で略式起訴したと発表した[17]。